# Ludvík Bohumil Kašpar
Ludvík Bohumil Kašpar (vlastním jménem Jan Bohumil Ludvík Kašpar) (7. května 1837, Ledčice – 8. prosince 1901, Praha) byl duchovní reformované církve, publicista, vydavatel náboženské literatury a propagátor české reformace.

## Život
Studoval na gymnáziích v Praze a v Těšíně, poté dva roky právo a následně bohosloví na univerzitách v Basileji, ve Vídni a v Edinburghu. Od roku 1865 byl farářem evangelického sboru helvetského vyznání v Hradišti u Nasavrk, v roce 1890 přesídlil do Prahy, do evangelického sboru na Královských Vinohradech. Vedle duchovní péče se věnoval vydavatelské činnosti. V roce 1868 založil Spolek Komenského, který podporoval vydávání evangelických časopisů, nábožensky vzdělávatelné literatury a misijně orientovaných traktátů. Velký význam měly tato publikační aktivity pro nedělní školy, zakládané u nás po vzoru zahraničních protestantských církví. O necelých dvacet let později Kašpar podnítil také vznik evangelického spolku Comenium, jehož posláním bylo šíření čtenářských edic významných děl české reformace, zejména bratrské. Programově se totiž snažil do církve implementovat teologické dědictví a zbožnost jednoty bratrské. Za tímto účelem vydal kralický překlad Nového zákona s teologickými poznámkami bratrských překladatelů. Vydával také bratrské katechismy a spisy Jana Amose Komenského. Důležitou roli hrála v jeho činnosti duchovní hudba, jím vydané kancionály výrazně ovlivnily ráz českého nekatolického duchovního zpěvu. Kašpar sám řadu písňových textů složil, jiné překládal, zejména z angličtiny. V církevním tisku publikoval pod pseudonymy Bohumil Krajan, J. Stránský, J. Záleský.

## Dílo

### Biblistika
- Biblí české kralické díl VI., totiž Nový zákon. Nový zákon Pána a Spasitele našeho Ježíše Krista s veškerými výklady pobožných a učených bratří českých z roku 1601. Opět věrně vytištěný. Praha 1875.
- Děje Starého i Nového zákona. Praha 1891.
- [spolu s Josefem Hanušem:] Biblická konkordance, t. j. Abecední ukazatel biblických výrazů a povědění. Praha 1901.

### Historické práce a edice
- Obraz Jednoty Českobratrské, čili Jana Lasitského historie o původu a činech Bratří Českých kniha osmá, jenž jest o obyčejích a řádech, kterýchž mezi sebou užívají, pro potřebu církve Boží obzvláštně vydaná v Lešně Polském od Jana Amosa Komenského Léta Páně 1649. Praha 1869.
- Jan Blahoslav. Životopisný nástin. Praha 1874.
- Katechismus českobratrský. Dle původního vydání z r. 1608 věrně otištěný. Praha 1877 (další vydání: Pardubice 1888 a 1889, Praha 1892).
- Život Jana Augusty čili vypravování o zajetí a uvěznění Jana Augusty a Jakuba Bílka v l. 1548–1564. Praha 1880.
- Památník reformované církve Českomoravské obsahující popsání všech sborů evanjelických h.v. v Čechách a na Moravě v jubilejním roce 1881 stávajících. Praha 1881.
- Přátelé našich otců: Valdenští. Dějepisný nástin. Praha 1881.
- [spolu s Josefem Bašteckým:] J. A. Komenský - nástin života a povahy jeho české mládeži. Praha 1892.
- Mistr Jan Hus. Praha 1914.

### Hudební dílo
- [spolu s Josefem Bašteckým:] Zpěvník žalmů a písní duchovních pro chrám, školu i dům. Praha 1877 (další vydání: Evangelický kancionál, to jest, Zpěvník žalmů a písní duchovních pro chrám, školu i dům. Praha 1889).
- Písně cestou života (první vydání v Praze 1878, poté ve dvou dílech tamtéž v letech 1885 a 1891 a následně v celé řadě dotisků za spolupráce J. Bašteckého).